# Гу Чанвэй
Гу Чанвэ́й (кит. упр. 顾长卫, пиньинь Gù Chángwèi; род. 12 декабря 1957, Сиань, КНР) — китайский кинооператор и режиссёр. Считается одним из лучших операторов китайского кино.

## Биография
Гу Чанвэй родился в семье школьных преподавателей в Сиане. В 1978 году поступил на операторский факультет Пекинской киноакадемии и закончил её в 1982, одновременно с Чэнь Кайгэ и Чжан Имоу, которые вскоре стали известны как ведущие режиссёры «пятого поколения» китайского кино.
Первый крупный успех Гу связан с фильмами именно двух его однокурсников: в 1988 году он получил национальную кинопремию «Золотой петух» за операторскую работу в «Царе детей» Чэнь Кайгэ и «Красном гаоляне» Чжан Имоу. Впоследствии Гу ещё не раз работал с обоими режиссёрами, в том числе на знаменитом фильме Чэнь Кайгэ «Прощай, моя наложница» (1993). Сама картина была удостоена «Золотой пальмовой ветви» в Каннах, а Гу был номинирован на «Оскар» за лучшую операторскую работу (1994). Как и другой известный китайский оператор Чжао Фэй, тоже выпускник Киноакадемии 1982 года, Гу получил возможность работать в Голливуде. В США он, в частности, снимал «Лешего», одну из поздних работ Роберта Олтмена.
В 2005 году был выпущен режиссёрский дебют Гу Чанвэя — семейная драма «Павлин». Картина участвовала в конкурсе Берлинского кинофестиваля и принесла постановщику Гран-при жюри. На настоящий момент Гу в качестве режиссёра поставил три фильма.
Гу женат на актрисе Цзян Вэньли. У пары есть один ребёнок.

## Фильмография
| Год  |   | Русское название                                | Оригинальное название      | Роль                                         |
| ---- | - | ----------------------------------------------- | -------------------------- | -------------------------------------------- |
| 1984 | ф |                                                 | Hai tan                    | оператор                                     |
| 1987 | ф | Царь детей                                      | 孩子王                     | оператор                                     |
| 1988 | ф | Красный гаолян                                  | 红高粱                     | оператор                                     |
| 1989 | ф |                                                 | 代號美洲豹                 | оператор                                     |
| 1990 | ф | Цзюй Доу                                        | 菊豆                       | оператор                                     |
| 1991 | ф | Жизнь на струне                                 | 边走边唱                   | оператор                                     |
| 1993 | ф | Прощай, моя наложница                           | 霸王别姬                   | оператор                                     |
| 1993 | ф |                                                 | 大路                       | оператор                                     |
| 1994 | ф | Под жарким солнцем                              | 阳光灿烂的日子             | оператор                                     |
| 1995 | ф |                                                 | Lanling wang               | оператор                                     |
| 1997 | ф | Леший                                           | The Gingerbread Man        | оператор                                     |
| 1998 | ф |                                                 | Last Chance Love           | оператор                                     |
| 1998 | ф | Переполох                                       | Hurlyburly                 | оператор                                     |
| 2000 | ф | Дьяволы у порога                                | 鬼子来了                   | оператор                                     |
| 2000 | ф | Осень в Нью-Йорке                               | Autumn in New York         | оператор                                     |
| 2005 | ф | Невидимые дети (фрагмент «Сонг-Сонг и котёнок») | All the Invisible Children | оператор                                     |
| 2005 | ф | Павлин                                          | 孔雀                       | режиссёр, продюсер                           |
| 2007 | ф | И наступает весна                               | 立春                       | режиссёр, продюсер                           |
| 2011 | ф | Пока смерть не разлучит нас                     | 最爱                       | режиссёр, продюсер, автор сценария, оператор |